# (4238) Audrey
(4238) Audrey (1980 GF) – planetoida z grupy pasa głównego asteroid okrążająca Słońce w ciągu 3,74 lat w średniej odległości 2,41 j.a. Odkryta 13 kwietnia 1980 roku.
Nazwę nadano jej od imienia brytyjskiej aktorki Audrey Hepburn.